# Calliphora abina
Calliphora abina este o specie de muște din genul Calliphora, familia Calliphoridae, descrisă de Hall în anul 1948.
Este endemică în Colorado. Conform Catalogue of Life specia Calliphora abina nu are subspecii cunoscute.